# Daniel Bensaïd
Daniel Bensaïd (25. března 1946 Toulouse – 12. ledna 2010 Paříž) byl francouzský filozof židovského původu. Byl vůdce trockistického hnutí ve Francii. Jakožto student Univerzity Paříž X v Nanterre byl jednou z hlavních figur nepokojů v květnu 1968 (byl spolu s Daniel Cohn-Benditem zakladatelem Hnutí 22. března). Později se stal profesorem filozofie na Univerzitě Paříž VIII. Nakazil se AIDS, zemřel na následky druhotných účinků léků na tuto chorobu.